# Love You More
„Love You More” este un cântec al formației britanice JLS. Piesa este inclusă pe cel de-al doilea album de studio al grupului, Outta This World. Înregistrarea a avut premiera pe data de 1 octombrie 2010, fiind lansat ca cel de-al doilea extras pe single al materialului în Europa. Compoziția reprezintă și cel de-al cincilea extras pe single din cariera grupului muzical.
Piesa reprezintă cântecul oficial pe anul 2010 al programului umanitar Children in Need, al cărui scop este acela de a strânge fonduri pentru persoanele dezavantajate din Regatul Unit, toate încasările provenite din vânzări fiind direcționate spre această acțiune. Înregistrarea a beneficiat de un videoclip — regizat de Sanji și filmat pe plaja Venice din Los Angeles, California, Statele Unite ale Americii și de o campanie de promovare ce s-a materializat printr-o serie de interpretări live, mai notabile fiind cele din timpul ceremoniei Children in Need 2010 sau The X Factor. Percepția criticilor a fost una favorabilă, primind recenzii pozitive din partea unor publicații precum BBC Music, Digital Spy sau Entertainment Focus.
Compoziția s-a bucurat de succes în clasamentele de specialitate din Regatul Unit câștigând prima poziția atât în ierarhia oficială, cât și în clasamentul celor mai bine vândute descărcări digitale, dar și în lista scoțiană. În Irlanda s-au obținut poziționări de top 20, în timp ce in ierarhia mondială „Love You More” a debutat pe locul douăzeci și doi. Grație succesului întâmpinat în cele două regiuni vestul Europei, piesa a devenit cel de-al patrulea șlagăr de top 10 al formației în clasamentul European Hot 100, compilat de Billboard.

## Informații generale
Primele informații referitoare la cântec au apărut la începutul lunii august a anului 2010, el fiind anunțat de Daily Mail drept predecesor al șlagărului „The Club Is Alive”. Concomitent, au fost dezvăluite fotografii din locația unde a fost filmat videoclipul. La scurt timp, au fost date publicității informații conform cărora în paralel cu „Love You More”, urma să fie lansată o altă compoziție pe teritoriul Statelor Unite ale Americii, „Ay Mama” (o colaborare cu interpreta barbadiană Shontelle). Confirmarea oficială cu privire promovarea compoziției „Love You More” a venit pe data de 9 septembrie 2010, prin intermediul unui scurtmetraj postat de formație pe YouTube. Coperta oficială a fost dezvăluită la două săptămâni distanță, în timp ce prima mostră a cântecului a fost oferită pe 27 septembrie 2010. Înregistrarea reprezintă atât primul extras pe single al cărui text a fost scris de componenții formației, cât și prima baladă ce beneficiază de o campanie de promovare independentă.
Cântecul a fost lansat în format CD pe data de 15 noiembrie 2010 în Regatul Unit, cu doar o săptămână înaintea albumului de proveniență, Outta This World. La scurt timp după primele confirmări oficiale, presa britanică a anunțat faptul că înregistrarea servește drept discul single oficial al programului umanitar Children in Need, al cărui scop este acela de a strânge fonduri pentru persoanele dezavantajate din Regatul Unit. Odată cu premiera cântecului — materializată pe data de 1 octombrie la postul de radio britanic BBC Radio 1 — formația a declarat în cadrul emisiunii Chris Moyles Radio 1 Show faptul că alăturarea sa la campanie reprezintă „încă un lucru pe care îl facem pentru a da înapoi și a-i ajuta pe cei ce au cea mai mare nevoie”, fiind totodată „o mare onoare” să participe la acest eveniment. La scurt timp după premiera cântecului, formația a prezentat și un remix oficial („Kardinal Beats Remix”) în cadrul emisiunii 1xtra Breakfast Show aparținând BBC.

## Recenzii
Într-un comunicat de presă referitor la implicarea cântecului în campania caritabilă, „Love You More” a fost descris drept „o baladă sentimentală, care îi prezintă pe băieți în timp ce își demonstrează vocile netede prin versuri tandre și sincere”. În altă ordine de idei, Robert Copsey de la Digital Spy a recompensat înregistrarea cu patru puncte dintr-un total de cinci, același scor acordat și piesa „The Club Is Alive”, declarând că „întotdeauna i-am considerat pe JLS un fel de anti-grup de băieți, nu doar pentru că au tendința să lanseze discuri single alerte, dar și pentru că fiecare component poate cânta și dansa”, felicitând compoziția „susținută de sunete de chitară asemănătoare cu cele StarGate”, ce conține vocile „sincere și refrenul mai molipsitor decât o răceală de iarnă și prezintă suficient farmec pentru a ne aminti de ce aproape au câștigat The X Factor”. Entertainment Focus a fost de părere că „«Love You More» este acel tip de baladă care a devenit sinonimă cu [campania] Children in Need. Este de asemenea și prima dată când JLS au mers pe o baladă în stil vechi drept single. Cu fiecare dintre băieți interpretând pe rând este prima dată când își pun în evidență cu adevărat ceea ce pot face cu vocile lor”, în timp ce Hit the Floor a considerat că una dintre caracteristicile înregistrării este că „dă dependență”. De asemenea, o altă recenzie pozitivă provine din partea BBC Music, care acordă înregistrării maxim de puncte, declarată prin intermediul editorului Fraser McAlpine, același scor fiind obținut și de șlagărul „The Club Is Alive”. Michael Cragg de la The Guardian a încadrat „Love You More” în categoria cântecelor unde „producătorii costisitori și vocile de nedesconsiderat ale JLS se împletesc [bine]”, alături de „Outta This World”. Într-un cadru mai puțin favorabil, Andy Gill de la The Independent a catalogat balada drept „mecanică”, în timp ce un editor The Scotsman a fost de părere că „«Love You More» le va garanta umplerea la capacitate maximă a [locurilor] turneului pe parcursul anului viitor”.
Remixul „Kardinal Beats Remix” a fost prezentat de PopJustice în cadrul rubricii sale „Song of the Day” (ro: „Cântecul zilei”) denumindu-l „minunat”, în tmp ce versiune inițială a compoziției a fost comparată cu o înregistrare specifică perioadei de Craciun, însă destul de „neconvingătoare”, în timp ce în prezentarea albumului de proveniență, înregistrarea a fost prezentată succint.

## Promovare
„Love You More” a fost adăugată pe lista celor mai redate cântece de către cel mai important post de radio din Regatul Unit, BBC Radio 1, dar și între compozițiile difuzate de BBC Radio 2 sau Capital FM. De asemenea, prima interpretare live a înregistrării s-a materializat pe data de 14 noiembrie 2010, în cadrul emisiunii televizate The X Factor, în ziua în care au fost disponibile primele descărcări digitale în Regatul Unit. În aceeași seară au fost prezente și formațiile Take That și Westlife, care și-au promovat noile discuri single, „The Flood” și, respectiv, „Safe”. Spectacolul a fost vizionat în medie de 14,5 milioane de telespectatori, vârful de audiență fiind 14,9 de aproximativ milioane. Aceste cifre marchează o ușoară scădere față de săptămâna precedentă, când s-a ajuns la numărul de șaisprezece milioane de telespectatori. Prezentarea formației a fost apreciată și de solista australiană Kylie Minogue, care și-a exprimat susținerea prin intermediul serviciului Twitter. De asemenea, în aceeași zi, grupul a interpretat cântecul în cadrul unui colaj de piese printre care s-au aflat și șlagărele „Beat Again”, „Everybody in Love” și „One Shot” în timpul premiilor Teen Awards. Pe data de 19 noiembrie 2010, formația a fost prezentă la evenimentul Children in Need 2010, unde „Love You More” a fost prezentată publicului spectator alături de alte compoziții interpretate de artiști precum Alexandra Burke („Start Without You”), Cheryl Cole („Promise This”), Kylie Minogue („Better Than Today”) sau Take That („The Flood”). Alte interpretări s-au materializat în timpul spectacolului special de Crăciun al Capital FM, dar și în cadrul emisiunii de televiziune This Is JLS, difuzată de ITV1 pe data de 11 decembrie 2010, în cadrul acesteia formația fiind acompaniată de un cor de muzică gospel. Mai mult, grupul a participat și la emisiunea specială de Crăciun Top of the Pops difuzată de programul BBC 1, unde au interpretat același „Love You More”, în timpul aceluiași spectacol fiind prezentate compoziții semnate de Tinie Tempah, Ellie Goulding, Olly Murs sau Plan B.

## Ordinea pieselor pe disc
| \| Nr. \| Titlul \| Durată \| \| ------------------------------------------------------------------ \| --------------------- \| ------ \| \| Descărcare digitală distribuită în Irlanda[68] și Regatul Unit[69] \| \| \| \| 1. \| „Love You More” [A] \| 3:48 \| \| Disc single distribuit în Irlanda[70] și Regatul Unit[3][71] \| \| \| \| 1. \| „Love You More” [A] \| 3:48 \| \| 2. \| „You Got My Love” [B] \| 3:38 \| | - Discul single distribuit în Irlanda și Regatul Unit conține și un poster. Specificații - A ^ Versiunea de pe discul single. - B ^ Cântec inclus pe fața B. |        |
| Nr. | Titlul | Durată |
| Descărcare digitală distribuită în Irlanda și Regatul Unit | |        |
| 1. | „Love You More” [A] | 3:48   |
| Disc single distribuit în Irlanda și Regatul Unit | |        |
| 1. | „Love You More” [A] | 3:48   |
| 2. | „You Got My Love” [B] | 3:38   |

## Videoclip

Filmat în Los Angeles, California, videoclipul se diferențiază de materialele precedente JLS deoarece prezintă efectul „alb-negru”.

Scurtmetrajul a fost filmat în vara anului 2010 primele fotografii de pe platourile de filmare fiind prezentate la începutul lunii august. Videoclipul a fost filmat pe plaja Venice din Los Angeles, California, Statele Unite ale Americii și regizat de Sanji. Premiera materialului promoțional s-a materializat pe data de 1 octombrie 2010, concomitent cu prima audiție a cântecului. De asemenea, prima mostră a scurtmetrajului a fost postată pe data de 27 septembrie, altele trei urmându-i în fiecare zi până la premieră. Videoclipul îi urmărește pe cei patru componenți ai formației într-o cafenea și pe plajă, întregul material fiind realizat cu ajutorul efectului „alb-negru”. Obiectele vestimentare folosite de artiștii componenții ai formației au fost comparate de The Sun cu cele folosite de interpretul englez Adam Ant în anii '80. Percepția asupra materialului a fost diferită, Idolator descriindu-l drept „simplu”, adăugând faptul că deoarece este un single caritabil, „este de înțeles de ce videoclipul este mai modest decât o parte din eforturile lor pline de dans”, făcând referire la „The Club Is Alive”. De asemenea, Digital Spy a declarat că „de data aceasta o fac pentru copii... deci din păcate tricourile rămân pe ei”, o trimitere la celelalte scurtmetraje ale formației. The Music Magazine a comparat materialul cu unul aparținând grupului muzical american Backstreet Boys, editorul catalogându-l drept „un clișeu”, însă a felicitat înregistrarea. De asemenea, Fraser McAlpine, de la BBC Music a fost de părere că „îi lipsește concentrarea”. Mai mult, după premiera scurtmetrajului „Eyes Wide Shut”, Teen Today a fost de părere că videoclipului pentru „Love You More” îi lipsește dinamismul. Videoclipul a fost adăugat pe lista de redare a unor posturi de televiziune precum MTV Hits, The Box sau VH1, în cadrul primului și celui din urmă fiind numit chiar „Discul single al săptămânii”.

## Prezența în clasamente
La scurt timp după lansarea înregistrării în format digital, „Love You More” s-a poziționat pe locul întâi în ierarhia compilată de iTunes din Regatul Unit, în paralel ocupând și treapta secundă în lista celor mai difuzate cântece din acest teritoriu. Aceste aspecte au ajutat compoziția să se poziționeze pe cea mai înaltă treaptă a clasamentului oficial încă din primele zile de disponibilitate, conform estimărilor din cursul săptămânii în cauză. La finalul săptămânii, pe data de 21 noiembrie 2010 a fost anunțat faptul că „Love You More” a obținut prima poziție în ierarhia UK Singles Chart, comercializându-se în peste 118.000 de exemplare comercializate. De asemenea, compoziția înregistrat vânzări cu 40% mai mari decât ocupantul locului secund, „The Flood” aparținând grupului Take That și a devenit cea de-a șasea reușită de acest fel a unui single Children in Need din nouăsprezece lansări totale. Acest eveniment i-a oferit formației JLS cea de-a patra clasare pe prima poziție, dintr-un total de cinci discuri single promovate. În paralel, cântecul a debutat pe locul întâi în listele secundare ce contorizează cele mai bine vândute descărcări digitale de pe teritoriul Regatului Unit și în ierarhia comercializărilor din Scoția. În cea de-a doua săptămână de disponibilitate a coborât pe poziția cu numărul trei în UK Singles Chart, comercializându-se în peste 60.500 de exemplare, 7.874 dintre acestea fiind distribuite în format compact disc.
În Irlanda, compoziția a debutat pe locul doisprezece în ierarhia oficială, compilată de IRMA, devenind cel de-al cincilea disc single al formației ce obține clasări de top 20. De asemenea, în clasamentul de digital înregistrarea s-a bucurat de un parcurs similar, intrând în ierarhie pe treapta cu numărul paisprezece. La nivel continental, „Love You More” a ocupat locul treizeci și șase în Euro 200, compilat de APC Charts, în timp ce în ierarhia publicată de Billboard — European Hot 100, discul a debutat pe locul șapte (fiind cea mai bună intrare a ediției), coborând până pe locul doisprezece în cea de-a doua săptămână de activitate. În ierarhia mondială, United World Chart, piesa a debutat pe locul douăzeci și doi, adunând un total de 119.000 de puncte, în timp ce în a doua — și ultima — săptămână a coborât pe teapta cu numărul treizeci și unu (înregistrând 73.000 de puncte). Mai mult, în clasamentul bulgar compilat de APC Charts, „Love You More” a debutat pe treapta cu numărul treisprezece în ierarhia secundară (acesta reprezentând un echivalent al numărului cincizeci și trei), urcând până pe locul cinci în aceeași listă secundară. Câteva săptămâni a debutat în clasamentul principal pe treapta cu numărul patruzeci, însă a părăsit ierarhia la doar șapte zile distanță. Cu toate acestea, „Love You More” a devenit al treilea șlagăr de top 40 al formației în această listă, după reușitele obținute de „Beat Again” și „The Club Is Alive”.

## Clasamente
| Țară (clasament)                      | Poziția maximă | Referință      |
| ------------------------------------- | -------------- | -------------- |
| Bulgaria (APC Charts)                 | 40             | [ 20 ]         |
| Croația (e!Hot)                       | 9              | [ 100 ]        |
| Europa (APC Charts — Euro 200)        | 36             | [ 101 ]        |
| Europa (Billboard — European Hot 100) | 7              | [ 22 ]         |
| Irlanda (IRMA — Descărcări)           | 14             | [ 92 ]         |
| Irlanda (IRMA)                        | 12             | [ 20 ] [ 102 ] |

| Țară (clasament)                      | Poziția maximă | Referință |
| ------------------------------------- | -------------- | --------- |
| Regatul Unit (OCC — Descărcări)       | 1              | [ 18 ]    |
| Regatul Unit (OCC — Difuzări «Radio») | 1              | [ 84 ]    |
| Regatul Unit (OCC — Difuzări «TV»)    | 3              | [ 103 ]   |
| Regatul Unit (OCC — UK Singles Chart) | 1              | [ 17 ]    |
| Scoția (OCC — Scottish Singles Chart) | 1              | [ 19 ]    |
| United World Chart (Media Traffic)    | 22             | [ 104 ]   |

## Versiuni existente
- „Love You More” (versiune originală)
- „Love You More” (negativ)
- „Love You More” (remix „Kardinal Beats Remix”)[36]

## Datele lansărilor
| Țara         | Data lansării     | Casă de discuri | Format              | Referințe       |
| ------------ | ----------------- | --------------- | ------------------- | --------------- |
| Regatul Unit | 1 octombrie 2010  | Epic Records    | premieră (audio)    | [ 2 ]           |
| Regatul Unit | 1 octombrie 2010  | Epic Records    | premieră (video)    | [ 72 ]          |
| Irlanda      | 12 noiembrie 2010 | Epic Records    | descărcare digitală | [ 105 ] [ 106 ] |
| Regatul Unit | 14 noiembrie 2010 | Epic Records    | descărcare digitală | [ 4 ]           |
| Regatul Unit | 15 noiembrie 2010 | Epic Records    | disc single         | [ 3 ] [ 71 ]    |